# Fin de siècle
La expresión francesa fin de siècle o fin-de-siècle (pronunciación en francés: /fɛ̃ də sjɛkl/; literalmente ‘fin de siglo’), se asocia comúnmente con los movimientos culturales y artísticos, principalmente los franceses, que surgieron a finales del siglo XIX en Europa y particularmente extendidos en Europa Central, como el simbolismo, el modernismo, el decadentismo o el Art nouveau, así mismo se refiere a veces a la decadencia tras la belle époque al final de dicho siglo, y a cierta expectativa por el cambio de centuria.
Por extensión, esta expresión también se aplica a la influencia de estas corrientes en el conjunto de Europa. La expresión se emplea directamente en francés en varios idiomas, aunque tiene sus equivalentes, como el español cambio de siglo, el inglés turn of the century o el alemán Jahrhundertwende.

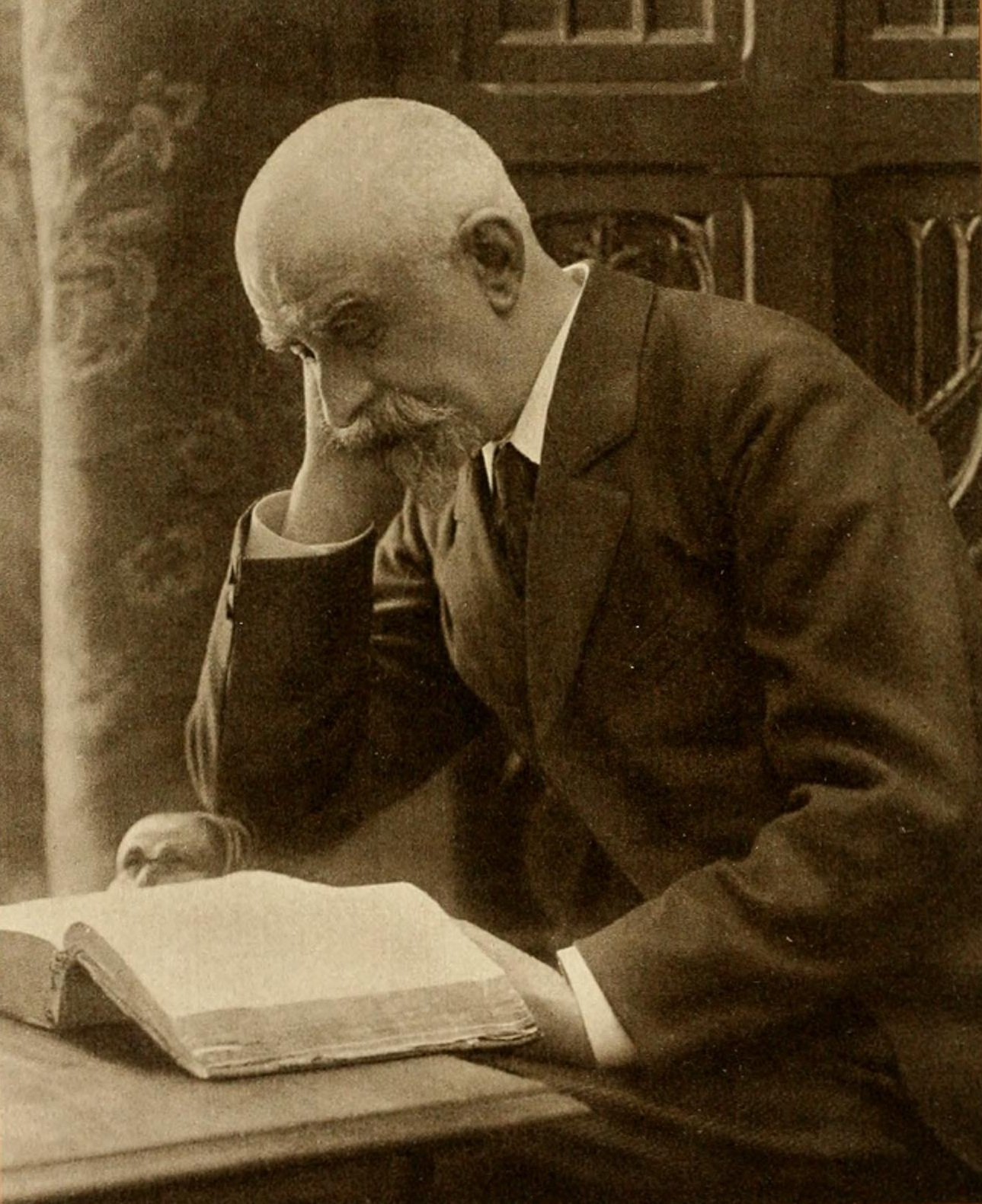
Joris-Karl Huysmans, escritor francés del decadentismo y pesimismo

Este período ha sido ampliamente considerado como un período de degeneración, pero también como un período marcado por la esperanza de un nuevo comienzo. El “espíritu” de fin de siècle a menudo se refiere a marcadores culturales que fueron reconocidos como destacados a principios de los años 1880 y 1890, incluidos el aburrimiento, el cinismo, el pesimismo y «la creencia común de que la civilización condujo a la decadencia».
Los fenómenos de fin de siècle incluyeron el individualismo, el rechazo de la vida pública y de las normas morales generalmente aceptadas, y diversas manifestaciones de “decadencia”. Las reflexiones sobre las características de la época y sus causas fueron el contenido principal o significativo de las obras de pensadores como Friedrich Nietzsche, Max Nordau, Benedetto Croce, Hans Delbrück y otros del siglo XXI. Y a su vez, la expresión «belle époque» se utilizaba para denotar los aspectos positivos del mismo período. En Rusia, la primera década del siglo XX se conoce como «Edad de Plata» (en ruso: Серебряный век, romanizado: Serebryanyy vek).
La expresión fin de siècle se aplica comúnmente al arte y los artistas franceses, porque allí aparecieron primero los rasgos de esta cultura, pero el movimiento afectó a muchos países europeos. El término se volvió entonces aplicable a sentimientos y rasgos asociados con la cultura, y ya no solo al reconocimiento del movimiento francés en sí. Las ideas e inquietudes desarrolladas por los artistas de fin de siècle impulsaron movimientos como el simbolismo y el modernismo.
Algunos de los principales temas políticos transmitidos por este espíritu fin de siècle han sido muy controvertidos y, a menudo, se los cita como los que ejercieron una gran influencia en el fascismo y como el origen de la ciencia geopolítica, incluida la teoría del Lebensraum.

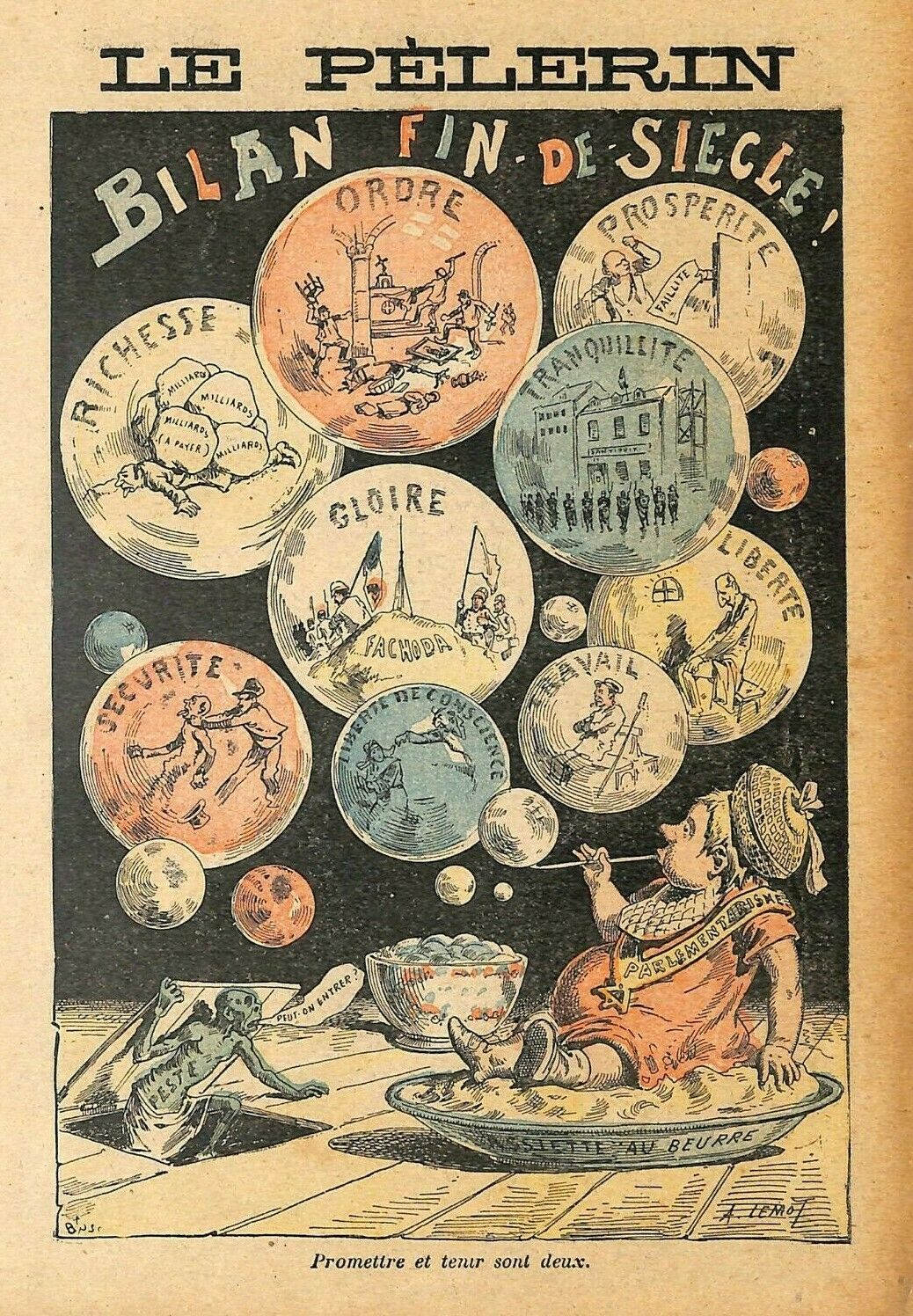
« Bilan fin-de-siècle ! Promettre et tenir sont deux », caricatura antirrepublicana de Achille Lemot, periódico Le Pèlerin.

El profesor de geografía histórica de la Universidad de Nottingham, Michael Heffernan, y Mackubin Thomas Owens escribieron sobre los orígenes de la geopolítica:

La idea de que este proyecto requería un nuevo nombre en 1899 reflejaba la creencia generalizada de que los cambios que se estaban produciendo en el sistema económico y político mundial tenían una importancia sísmica.

El «nuevo mundo del siglo XX tendría que entenderse en su totalidad, como un todo global integrado». La tecnología y la comunicación global hicieron “más pequeño” el mundo y lo convirtieron en un solo sistema; la época se caracterizó por varias ideas y un utópico “monomundismo”, que iba más allá de las varias ideas.

Lo que ahora pensamos de la geopolítica tuvo su origen en la Europa de fin de siècle en respuesta al cambio tecnológico... y la creación de un “sistema político cerrado” cuando la competencia imperialista europea extinguió las “fronteras” del mundo.

El principal tema político de la época fue el de la rebelión contra el materialismo, el racionalismo, el positivismo, la sociedad burguesa y la democracia liberal. pues la generación de fin de siècle apoyó el emocionalismo, el irracionalismo, el subjetivismo y el vitalismo, mientras que la mentalidad de la época veía a la civilización en una crisis que requería una solución masiva y total

## Orígenes y fundamentos
El relato histórico y la división del tiempo en siglos revela un aspecto arbitrario: si esta visión de la mente no es específica del siglo XIX es, sin embargo, en ese momento cuando esta división se justifica en términos de discurso, donde se puede ver el surgimiento sin precedentes de una “conciencia del siglo” mostrada por los actores socioculturales de ese tiempo, que no son sólo pensadores franceses. Esta manera de pensar, que prevé su propia metamorfosis, su mutación, su evolución, con connotaciones tanto positivas como peyorativas, se expresa en forma de grandes rupturas.

La expresión fin de siècle apareció por primera vez en 1886 en el periódico francés Le Décadent de Anatole Baju, aunque según otra versión, al discutir sobre el origen de esta expresión en la revista Intermédiaire des chercheurs et des curieux en 1901, resultó que la obra de teatro grand-guignol Fin de siècle de Francis de Jouvenot y Henry de Fleurigny, que representa el adulterio, el asesinato y el engaño, estrenada el 17 de abril de 1888, creó la moda de uso de dicha expresión.

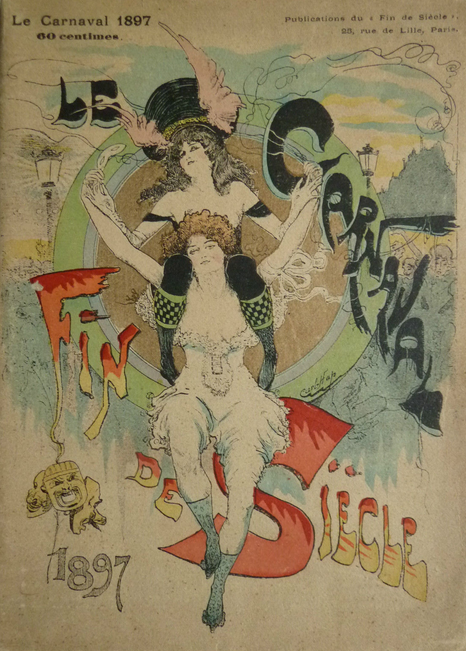
Le Carnaval Fin de Siècle, número especial de 1897 para el Carnaval de París.

En 1889, Humbert de Gallier publica su novela Fin de siècle donde retoma los mismos temas que la obra de teatro de Jouvenot. En 1890, Jules Ricard publicó sus Histoires fin de siècle y, en diciembre del mismo año, se puso en marcha una revista ilustrada titulada Fin de siècle, dirigida por el financiero francés François Mainguy. Para promocionar su periódico, Mainguy lanzó el bal Fin de siècle con una multitud de bailarines desnudos y fue condenado por exhibición indecente. En 1891, el escritor francés Joris-Karl Huysmans reutilizó esta expresión, cada vez más utilizada en otros países europeos; y en ese mismo año el escritor austríaco Hermann Bahr publica su novela Fin de siècle. En 1894 se publicó el Dictionnaire d'argot fin-de-siècle de Charles Virmaître y el escritor francmasón francés Léo Taxil habló de «corrupción fin-de-siècle» en el polémico ensayo La corruption fin-de-siècle.
En su ensayo France: Fin de Siècle (1986), el historiador estadounidense Eugen Weber asocia esta proliferación semántica con otras expresiones que comienzan con «fin de...» y que emergen simultáneamente, como «fin du monde» (‘fin del mundo’), «fin de race» (‘fin de la carrera’), «fin d'une époque» (‘fin de una época’), etc., y lo vincula al sentimiento de finitud, a una forma de melancolía y a las angustias engendradas, entre otras cosas, por el progreso técnico, a veces totalmente desfasado de las tradiciones de aquella época. Por su parte, el historiador francés Alain Corbin, si bien aprecia la eminencia de este historiador, subraya los límites de tal análisis.